# Alice di Normandia
Adelaide o Alice di Normandia forse detta anche Giuditta; in francese Adélaïde de Normandie (1000 circa – dopo il 1030) fu contessa consorte di Borgogna dall'anno 1026 fino alla morte, in quanto moglie di Rinaldo I, secondo conte della dinastia degli Anscarici.

## Origine
Secondo il monaco e cronista normanno Guglielmo di Jumièges, autore della sua Historiæ Normannorum Scriptores Antiqui, Adelaide, o Alice, era la figlia del quarto signore della Normandia e il secondo a ottenere il titolo formale di Duca di Normandia, Riccardo II e di Giuditta di Bretagna che, secondo ancora Guglielmo di Jumièges era la sorella di Goffredo I di Bretagna, quindi era figlia del conte di Rennes e duca di Bretagna, Conan I il Torto e della moglie, Ermengarda d'Angiò (come ci viene confermato dal monaco Rodolfo il Glabro, uno dei maggiori cronisti d'età medievale), figlia del terzo Conte di Angiò, Goffredo I Grisegonelle e di Adele di Vermandois (ca. 950 - † 974), figlia di Roberto di Vermandois, conte di Meaux e di Troyes.
Riccardo II di Normandia, sia secondo Guglielmo di Jumièges, che secondo il cronachista, priore dell'abbazia di Bec e sedicesimo abate di Mont-Saint-Michel, Robert di Torigny, nella sua Chronique, era figlio di Riccardo Senza Paura Jarl (equiparabile al nostro conte) dei Normanni e conte di Rouen, e della moglie, Gunnora (950-5 gennaio 1031), di cui non si conoscono i nomi degli ascendenti, ma di nobile famiglia di origine vichinga (nobilissima puella Danico more sibi iuncta) (Gunnor ex nobilissima Danorum prosapia ortam); i genitori di Riccardo sono confermati anche dal monaco e cronista inglese, Orderico Vitale.

## Biografia
Suo padre, Riccardo II, sempre secondo Guglielmo di Jumièges, diede Alice (o Adelaide) in moglie all'erede della contea di Borgogna, Rinaldo, che secondo Rodolfo il Glabro era il figlio del conte di Borgogna, conte di Mâcon e per un breve periodo anche duca di Borgogna, Ottone I Guglielmo e di Ermentrude di Roucy (citata come sorella di Brunone di Roucy), figlia del conte di Reims e signore di Roucy, Rinaldo.
Ottone I Guglielmo di Borgogna discendeva dalla stirpe degli Anscarici, essendo il figlio, sempre secondo Rodolfo il Glabro, di Adalberto II, sesto marchese d'Ivrea e diventato re d'Italia nel 950 con il padre (nonno di Ottone I Guglielmo), Berengario II. Il matrimonio di Alice e Rinaldo viene ricordato anche da Rodolfo il Glabro e dal monaco e cronista inglese, Orderico Vitale, in cui ricorda anche che Alice era la zia di Guglielmo il Conquistatore.
Secondo le Europäische Stammtafeln, vol II, cap. 59 (non consultate), Rinaldo di Borgogna risulta sposato con Giuditta, per cui si presume che Alice oltre che Adelaide fosse citata anche come Giuditta.
Alice viene citata come Adelaide, assieme al marito, Rinaldo (Raynardi comitis,........., Adheleydis uxoris eius), nel documento n° 2782, datato 2 novembre 1023, del Recueil des chartes de l'abbaye de Cluny. Tome 3, redatto dal suocero, Ottone I Guglielmo.
Ancora nel 1030, Alice citata come Adelaide, controfirma assieme al marito, Rinaldo, il documento n° 17, redatto da Roberto I, Duca di Borgogna, della Histoire des ducs de Bourgogne de la race Capétienne, in cui il duca conferma la restituzione del villaggio di Juilly all'abbazia di Cluny, fatta dal suocero, Ottone I Guglielmo.
Alice, col nome di Giuditta viene citata ancora nel documento n° 15 del The Cartulary of Flavigny 717-1113, del 18 maggio 1037, quando suo marito, Rinaldo, fece un donazione al monasteri di Flavigny.
Secondo una differente interpretazione, Giuditta sarebbe stata la seconda moglie di Rinaldo.
L'anno della morte di Alice non ci è noto, ma, nel caso che Alice sia stata l'unica moglie di Rinaldo, morì dopo il 18 maggio 1037, se invece era stata la prima moglie di Rinaldo, morì dopo il 1030 e prima del 1037.

## Figli
Alice, Adelaide o Giuditta a Rinaldo diede 3 o quattro figli:
- Guglielmo[1] (1020 - 1087), conte di Borgogna e di Mâcon, padre di papa Callisto II;
- Guido di Brionne[1] (ca. 1025 - 1069), conte di Vernon e conte di Brionne, che cercò di contrastare il cugino, Guglielmo il Conquistatore[15], da cui fu sconfitto[16];
- Ugo di Borgogna (ca. 1037 - ca. 1086), visconte di Lons-le-Saunier, citato, assieme ai genitori nel documento n° 15 del The Cartulary of Flavigny 717-1113, del 18 maggio 1037[11];
- Folco di Borgogna, citato nel documento n° 175 delle Lettre touchant Beatrix comtesse de Chalon, dal fratello Guglielmo[17].

Alcuni sostengono che fosse loro figlia anche:
- Alberada di Buonalbergo (1032 - dopo il 1058), prima moglie di Roberto il Guiscardo, che divorziò per consanguineità[18].

## Ascendenza
|                             |                     |                           | Genitori              |  |  | Nonni |  |  | Bisnonni                 |  |  | Trisnonni |  |
|                             |                     |                           |                       |  |  |       |  |  | Guglielmo I di Normandia |  |  | Rollone   |  |
|                             |                     |                           |                       |  |  |       |  |  | Guglielmo I di Normandia |  |  | Rollone   |  |
|                             |                     | Poppa di Bayeux           |                       |  |  |       |  |  | Guglielmo I di Normandia |  |  |           |  |
| Riccardo I di Normandia     |                     |                           |                       |  |  |       |  |  | Guglielmo I di Normandia |  |  |           |  |
|                             |                     | Sprota                    | …                     |  |  |       |  |  |                          |  |  |           |  |
|                             |                     | Sprota                    | …                     |  |  |       |  |  |                          |  |  |           |  |
|                             |                     | Sprota                    | …                     |  |  |       |  |  |                          |  |  |           |  |
| Riccardo II di Normandia    |                     | Sprota                    |                       |  |  |       |  |  |                          |  |  |           |  |
|                             |                     | …                         | …                     |  |  |       |  |  |                          |  |  |           |  |
|                             |                     | …                         | …                     |  |  |       |  |  |                          |  |  |           |  |
|                             |                     | …                         | …                     |  |  |       |  |  |                          |  |  |           |  |
| Gunnora di Normandia        |                     | …                         |                       |  |  |       |  |  |                          |  |  |           |  |
|                             |                     | …                         | …                     |  |  |       |  |  |                          |  |  |           |  |
|                             |                     | …                         | …                     |  |  |       |  |  |                          |  |  |           |  |
|                             |                     | …                         | …                     |  |  |       |  |  |                          |  |  |           |  |
| Alice di Normandia          |                     | …                         |                       |  |  |       |  |  |                          |  |  |           |  |
|                             | Judicael Berengario | Berengario II di Neustria |                       |  |  |       |  |  |                          |  |  |           |  |
|                             | Judicael Berengario | Berengario II di Neustria |                       |  |  |       |  |  |                          |  |  |           |  |
|                             | Judicael Berengario | …                         |                       |  |  |       |  |  |                          |  |  |           |  |
| Conan I di Bretagna         | Judicael Berengario |                           |                       |  |  |       |  |  |                          |  |  |           |  |
|                             |                     | Gerberga                  | …                     |  |  |       |  |  |                          |  |  |           |  |
|                             |                     | Gerberga                  | …                     |  |  |       |  |  |                          |  |  |           |  |
|                             |                     | Gerberga                  | …                     |  |  |       |  |  |                          |  |  |           |  |
| Giuditta di Bretagna        |                     | Gerberga                  |                       |  |  |       |  |  |                          |  |  |           |  |
|                             |                     | Goffredo I d'Angiò        | Folco II d'Angiò      |  |  |       |  |  |                          |  |  |           |  |
|                             |                     | Goffredo I d'Angiò        | Folco II d'Angiò      |  |  |       |  |  |                          |  |  |           |  |
|                             |                     | Goffredo I d'Angiò        | Gerberga              |  |  |       |  |  |                          |  |  |           |  |
| Ermengarde-Gerberga d'Angiò |                     | Goffredo I d'Angiò        |                       |  |  |       |  |  |                          |  |  |           |  |
|                             |                     | Adele di Troyes           | Roberto di Vermandois |  |  |       |  |  |                          |  |  |           |  |
|                             |                     | Adele di Troyes           | Roberto di Vermandois |  |  |       |  |  |                          |  |  |           |  |
|                             |                     | Adele di Troyes           | Adelaide di Châlon    |  |  |       |  |  |                          |  |  |           |  |
|                             |                     | Adele di Troyes           |                       |  |  |       |  |  |                          |  |  |           |  |

### Fonti primarie
- (LA) Recueil des chartes de l'abbaye de Cluny. Tome 3..
- (LA) Histoire des ducs de Bourgogne de la race Capétienne..
- (LA) Historia Ecclesiastica, tomus III..
- (LA) Monumenta Germaniae Historica, Scriptores, tomus VII. URL consultato il 30 marzo 2020 (archiviato dall'url originale il 10 dicembre 2014)..
- (LA) Rodulfi Glabri Cluniacensis, Historiarum Sui Temporis, Libri Quinque (PDF)..
- (LA) Chronique de Robert de Torigni, abbé du Mont-Saint-Michel, vol I..
- (LA) The Cartulary of Flavigny 717-1113..
- (LA) Lettre touchant Beatrix comtesse de Chalon..
- (LA) Historiæ Normannorum Scriptores Antiqui..

### Letteratura storiografica
- Louis Halphen, "Francia: gli ultimi carolingi e l'ascesa di Ugo Capeto (888-987)", cap. XX, vol. II (L'espansione islamica e la nascita dell'Europa feudale) della Storia del Mondo Medievale, 1999, pp. 636–661.
- Louis Halphen, "La Francia dell'XI secolo", cap. XXIV, vol. II (L'espansione islamica e la nascita dell'Europa feudale) della Storia del Mondo Medievale, 1999, pp. 770–806.
- William John Corbett, L'evoluzione del ducato di Normandia e la conquista normanna dell'Inghilterra, cap. I, vol. VI (Declino dell'impero e del papato e sviluppo degli stati nazionali) della Storia del Mondo Medievale, 1999, pp. 5–55.